# Brachystele bicrinita
Brachystele bicrinita är en orkidéart som beskrevs av Dariusz Lucjan Szlachetko. Brachystele bicrinita ingår i släktet Brachystele och familjen orkidéer. Inga underarter finns listade i Catalogue of Life.